# 古瓦烏鳥
古瓦烏鳥（阿美語：Kowau），是台灣阿美族馬太鞍部落傳說中由人變成的鳥。

## 傳說
過去有一對夫妻，女方叫娜高（Nakau）、男方叫巴耀（Pajo），娜高懷孕時因為不方便，希望巴耀幫自己椿米，但巴耀以「其他人都沒這樣」而拒絕，娜高很不開心，因此施展法術，將自己肚子裡的胎兒轉移到巴耀身上，最後巴耀因為無法生產而死亡，這也是人類第一次一方的配偶死去。
巴耀的兄弟因為他的死而責備娜高，把她關在鳥籠裡十年，十年間娜高都沒有洗澡，身上滿是汙垢，逐漸長出了羽毛和翅膀，變成鳥飛走了，她在飛走前對母親說到自己改叫古瓦烏，而明年的這個時候自己還會再回來。

## 後續
據說古瓦烏鳥飛走的時候剛好也是開墾（Odatsan）的時候，因此那時也被稱作Kowau no odatsan（字面意思：開墾的古瓦烏）。